# Sean Flynn (Schauspieler)

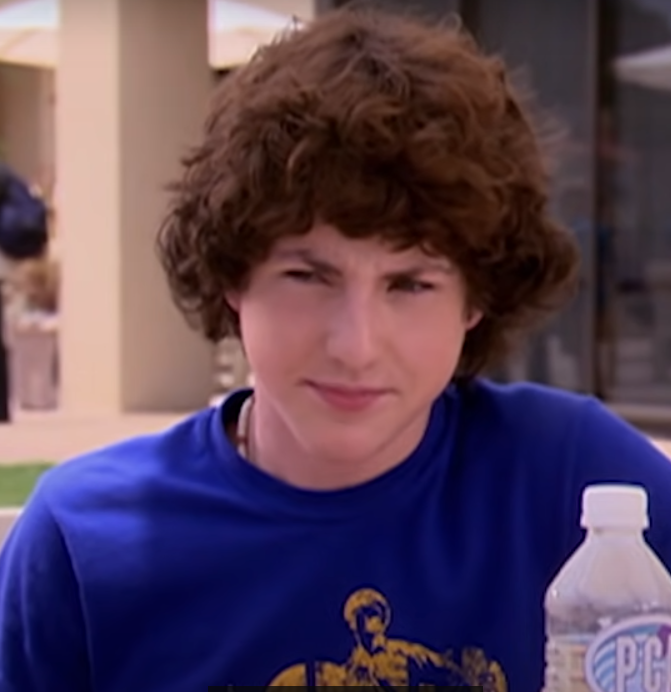
Sean Flynn, 2005

Sean Flynn (* 14. Juli 1989 in Los Angeles, Kalifornien als Sean Rio Amir) ist ein US-amerikanischer Schauspieler.

## Leben
Sean Flynn wurde als Sohn von Gideon C. Amir, einem Fernsehproduzenten, und Rory Flynn, einer Fotografin, in Los Angeles geboren. Durch seinen Vater kam Flynn bereits in jungen Jahren viel in der Welt herum. Er war für längere Zeit in Prag, London, Paris und Tel Aviv, da sein Vater dort Filme produzierte. Sean Flynn ist der Enkel der aus Tasmanien stammenden Hollywood-Legende Errol Flynn (1909–1959). Er ist ein guter Freund von Jamie Lynn Spears, der jüngeren Schwester von Britney Spears.
Sein Schauspieldebüt feierte Flynn in den späten 1990er Jahren mit kleinen Nebenrollen in Film- und Fernsehproduktionen. Bekannt wurde er ab dem Jahr 2005 durch die Jugendserie Zoey 101, die vom US-amerikanischen Fernsehsender Nickelodeon produziert und auch in Deutschland ausgestrahlt wurde. In dieser Serie spielte er in 51 Folgen die Hauptrolle Chase Matthews. Seit der Einstellung der Serie steht er meistens für weniger beachtete Fernsehproduktionen vor der Kamera. 2013 hatte er eine Nebenrolle in Mein Leben mit Robin Hood, einer Filmbiografie über seinen Großvater mit Kevin Kline in der Hauptrolle.

## Filmografie (Auswahl)
- 1996: Sliders – Das Tor in eine fremde Dimension (Sliders, Fernsehserie, Folge 3x12)
- 1998: Simon Birch
- 2001: Sex and a Girl (Alex in Wonder)
- 2001: Dumm, dümmer… Spencer! (According to Spencer)
- 2003: Abgezockt! (Scorched)
- 2004–2008: Zoey 101 (Fernsehserie, 51 Folgen)
- 2013: Mein Leben mit Robin Hood (The Last of Robin Hood)
- 2014: Devious Maids – Schmutzige Geheimnisse (Devious Maids, Fernsehserie, 2 Folgen)
- 2015: Gefährliche Leidenschaft – Wuthering High (Wuthering High, Fernsehfilm)
- 2015: What Did Zoey Say? (Kurzfilm)
- 2017: The Golden Stars (Fernsehfilm)
- 2023: Zoey 102